# Glen Day
Glen Edward Day (Mobile, Alabama, 16 november 1965) is een Amerikaanse golfprofessional. Hij speelt wisselend op de Amerikaanse en Nationwide Tour.
Glen verloor zijn vader al op 2-jarige leeftijd. Zijn moeder Jeanne Bass Day verhuisde met Glen en zijn zusje terug naar Poplarville, Mississippi, waar Glen al direct in contact met golf kwam omdat zijn grootvader Glyndol Bass lid was van de Pearl River Valley Country Club. Toen hij 10 jaar was had hij al handicap 5.

Na de Poplarville High School ging hij naar de Universiteit van Oklahoma. 

## Professional
Glen werd in 1988 professional. Van 1991-1993 speelde hij op de Europese PGA Tour. Zijn beste resultaat was een 2de plaats op het BMW International Open, nadat hij, Mark James, Anders Forsbrand en Bernhard Langer de play-off verloren van Paul Azinger.
In 1999 was hij de eerste professional die een toernooi won met de NIKE golfbal. Dat jaar richtte hij met Alan Blalock een eigen bedrijf op om golfbanen te ontwerpen: Day-Blalock Golf Course Design.
Hoewel hij maar twee toernooien gewonnen heeft, stond hij in 1992 even in de top-50 van de wereldranglijst.
Glen trouwde met Jennifer Ralston, ze kregen twee dochters (1994 en 1996). Ze wonen in Little Rock, Arkansas.

#### Aziatiache PGA Tour
- 1990: Maleisisch Open

#### Amerikaanse PGA Tour
- 1999: MCI Classic